# Kimberley Atlético Club
El Kimberley Atlético Club es un club deportivo y social de Argentina con sede en el barrio porteño de Villa Devoto. Fundado en el año 1906 como Kimberley Athletic Club, se destacó en sus inicios en el fútbol, participando durante cuatro temporadas en la era amateur de la Primera División, entre los años 1912 y 1915. 
Actualmente participa en diversos deportes, destacándose en futsal.

## Historia

### Fundación
Fue fundado el 4 de agosto de 1906 bajo el nombre de Kimberley Athletic Club, por un grupo de jóvenes liderado por José Chiesa, R. Viviani y los hermanos Julio y José Cesar Pianaroli. Estos últimos habían fundado un año antes junto a otra agrupación el Club Atlético Platense, sin embargo luego de un tiempo se separaron del club por diferencias para luego fundar al celeste, que tuvo su primer campo en Avenida del Libertador, cerca de donde hoy está el Estadio Monumental.

### Fútbol
Se afilió a la AAF, antecesora de la AFA, y comenzó a participar de sus torneos en el ascenso. En 1909 participó en Segunda División. Tras la edición de 1910, fue uno de los 9 promovidos a la inaugural División Intermedia de 1911, una nueva competencia que ocupó la segunda categoría y reemplazó a la Segunda División, que fue relegada a la tercera categoría.

#### Llegada a Primera División
A mediados de 1912, clubes de la AAF se separan de la liga y fundan la FAF, que organizó de manera disidente torneos de primera y ascenso. Para la competición de la máxima categoría fueron promovidos 3 clubes de la División Intermedia, entre ellos Kimberley. En su estadía en Primera División, el club logró asentarse y conseguir buenos resultados ante clubes que más tarde serían de los más importantes del deporte. También participó de las distintas copas nacionales, destacando sobre todo en la Copa de Competencia «La Nación» 1914 donde alcanzó las semifinales.

#### Descenso y desafiliación
En 1915, una reestructuración unió las ligas en la AAF con 25 equipos en la categoría mayor. A pesar del buen comienzo, no fue una buena temporada para Kimberley. Su último triunfo fue el 8 de agosto ante Banfield. El 19 de diciembre fue su último partido en Primera División, tras caer por 4 a 0 ante Racing Club, que con el triunfo consiguió forzar un desempate por el campeonato, perdió la categoría al quedar entre los cuatro últimos.
En 1916, debido al descenso, participó una vez más en la División Intermedia y tras no lograr el ascenso dejó de participar de los torneos.

### Futsal
En 2006, el club se afilia a la AFA y empieza a participar en las categorías de ascenso. Al siguiente año el conjunto consigue el ascenso a la Primera División, al ganarle la promoción a Franja de Oro.
El 27 de marzo de 2011 hizo su debut continental, al enfrentar a Carlos Barbosa por la Copa Libertadores, cayendo por 4 a 0 en Brasil. Su primer punto en el certamen llegaría a la fecha siguiente, al igualar por 3 a 3 ante Paranaense. Tras caer ante Nacional, se despidió de la copa al terminar último en su grupo.
En 2016 volvió a participar de la Copa Libertadores, donde logró avanzar a las semifinales gracias a los triunfos sobre 1ro de Mayo de Perú y Guerreros del Lago de Venezuela, quedando detrás de Jaragua que venció en todos los partidos. En semifinales enfrentó a Cerro Porteño, con triunfo de los paraguayos por 2 a 1 que luego se consagrarían campeones, poniendo fin a la hegemonía brasileña.

### Actualidad
Actualmente participa de la temporada 2021 de Primera División de Futsal. También participó de la Copa Argentina reciente llegando hasta la final por primera vez cayendo por 3 a 1 ante San Lorenzo. Y participó de la Supercopa Argentina reciente donde alcanzó los cuartos de final, donde quedó eliminado también por el ciclón.

## Datos del club

### Fútbol
- Temporadas en Primera División: 4

| Primera División | Primera División | Primera División | Primera División |
| Temporada        | Posición         | Puntos           | PJ               |
| ---------------- | ---------------- | ---------------- | ---------------- |
| 1912 FAF         | 7º               | 6                | 14               |
| 1913 FAF         | 4º               | 21               | 18               |
| 1914 FAF         | 4º               | 12               | 14               |
| 1915             | 22º              | 14               | 24               |

     Descenso.
- Temporadas en Segunda categoría: 4
  - Temporadas en Segunda División: 2 (1909 y 1910)
  - Temporadas en División Intermedia: 2 (1911 y 1916)

- Participación en copas nacionales: 4

| Copas nacionales     | Copas nacionales | Copas nacionales | Copas nacionales | Copas nacionales | Copas nacionales | Copas nacionales | Copas nacionales | Copas nacionales |
| Copa                 | Edición          | Resultado        | PJ               | PG               | PE               | PP               | GF               | GC               |
| -------------------- | ---------------- | ---------------- | ---------------- | ---------------- | ---------------- | ---------------- | ---------------- | ---------------- |
| Copa de Honor "MCBA" | 1915             | Octavos de final | 2                | 1                | 0                | 1                | 3                | 1                |
| Copa Jockey Club     | 1915             | 32avos de final  | 1                | 0                | 0                | 1                | 1                | 5                |
| Copa La Nación       | 1913             | 16avos de final  | 1                | 0                | 0                | 1                | 1                | 2                |
| Copa La Nación       | 1914             | Semifinales      | 3                | 2                | 0                | 1                | 6                | 3                |

### Futsal
- Temporadas en Primera División: 14 (2008 — )

Mejor resultado: Campeón (2015; 2016)
- Temporadas en Primera B: 2 (2006; 2007)

Mejor resultado: Promoción (2007)
- Participaciones en Copa Argentina: 4

Mejor resultado: Subcampeón (2018)
- Participaciones en Supercopa Argentina: 2

Mejor resultado: Subcampeón (2017)
- Participaciones en Copa Libertadores:

| Copa Libertadores | Copa Libertadores | Copa Libertadores | Copa Libertadores | Copa Libertadores | Copa Libertadores | Copa Libertadores | Copa Libertadores |
| Edición           | Resultado         | PJ                | PG                | PE                | PP                | GF                | GC                |
| ----------------- | ----------------- | ----------------- | ----------------- | ----------------- | ----------------- | ----------------- | ----------------- |
| 2011              | 4° (Grupo B)      | 3                 | 0                 | 1                 | 2                 | 3                 | 9                 |
| 2016              | 4° Puesto         | 6                 | 2                 | 1                 | 3                 | 12                | 12                |
| 2017              | Cuartos de final  | 4                 | 2                 | 0                 | 2                 | 13                | 9                 |

## Palmarés
Futsal
- Primera División: 2 (Apertura 2015, 2016)
- Copa Julio Grondona: 2 (2015, 2016)